# NGC 4860
NGC 4860 é uma galáxia elíptica (E2) localizada na direcção da constelação de Coma Berenices. Possui uma declinação de +28° 07' 24" e uma ascensão recta de 12 horas, 59 minutos e 04,0 segundos.
A galáxia NGC 4860 foi descoberta em 21 de Abril de 1865 por Heinrich Louis d'Arrest.